# ジャラーサンダ

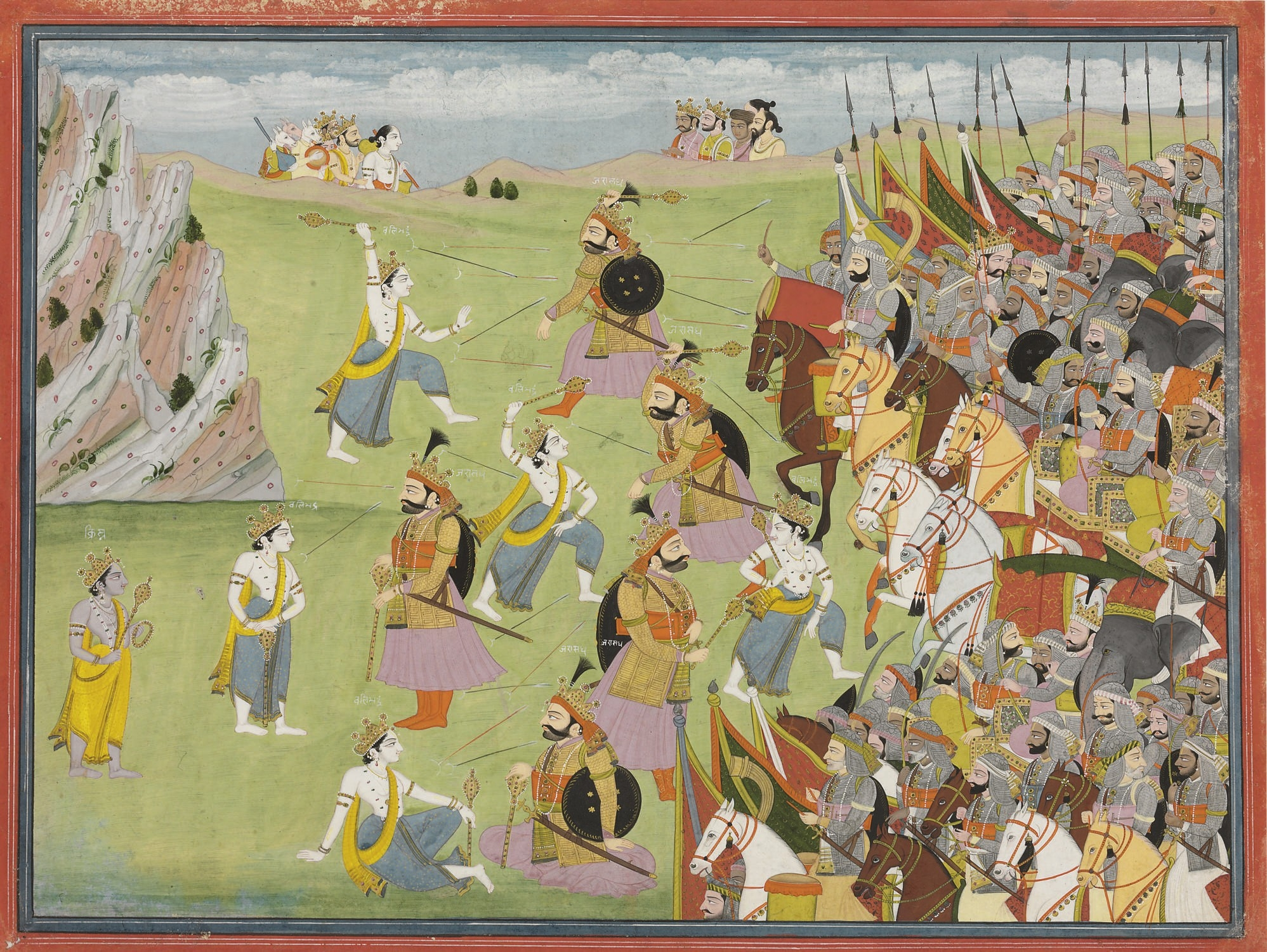
バララーマと戦うジャラーサンダ。1810年頃。

ジャラーサンダ（梵: जरासंध, Jarāsandha)は、インド神話の人物である。マガダ国の王ブリハドラタの息子で、サハデーヴァ、娘アスティとプラープティの父。2人の娘はマトゥラーの悪王カンサと結婚した。非常に強大な勢力を誇った王で、叙事詩『マハーバーラタ』やプラーナ文献によると一大帝国を築き、多くのクシャトリヤ（王族）を征服して、都に幽閉した。このためジャラーサンダはクル国のパーンダヴァ5王子の障害となり、ヴィシュヌ神の化身であるクリシュナが率いるヴリシュニ族を長年にわたって悩ませたと伝えられている。

## 神話

### 誕生
ジャラーサンダの誕生については不思議なエピソードが語られている。父ブリハドラタはカーシー国の双子の王女と結婚していたが、彼らの間には子供が生まれなかった。そのためブリハドラタは長い間、子供を得ようとあらゆる手を尽くしたが徒労に終わった。
あるとき、ガウタマ・カークシーヴァットの息子である聖仙チャンダカウシカがマガダ国を訪れた。ブリハドラタは聖仙をもてなして、大いに満足させた。聖仙が返礼として恩寵を与えることを申し出ると、王は子供を得ることに絶望した胸の内を聖仙に話した。王の言葉に心を動かされたチャンダカウシカはマンゴーの樹の下に座り、瞑想した。すると枝からマンゴーの実が聖仙の膝の上に落ちた。聖仙はその果実を加持祈祷し、ブリハドラタに授けて、妻に食べさせるよう言った。王はマンゴーの実を持ち帰り、言われた通りに2人の妻に与えた。彼女たちがマンゴーを2つに切り分けて食べると、王の子供を妊娠した。ところが2人の妻がから生まれてきた子供は、どちらも半分の身体しか持っていなかった。彼女たちは驚き、深い悲しみに包まれた。彼女たちは乳母に頼んで赤子を四辻に捨てた。
そこにジャラーという羅刹女が通りかかった。ジャラーは食らうために赤子たちを拾ったが、運びやすくなると考えて、赤子の身体を接合した。すると半身の赤子たちは威光に満ちた1人の赤子になった。ジャラーは驚き、凄まじい声で泣く子供を持ち帰ることができなかった。そして泣き声を聞きつけたブリハドラタと2人の妻が後宮から出てくると、赤子を持ち去ることを止め、王と妻たちに返した。王は赤子がジャラーによって接合された（サンディタ）ので、ジャラーサンダと名付けた。

### 勢力拡大

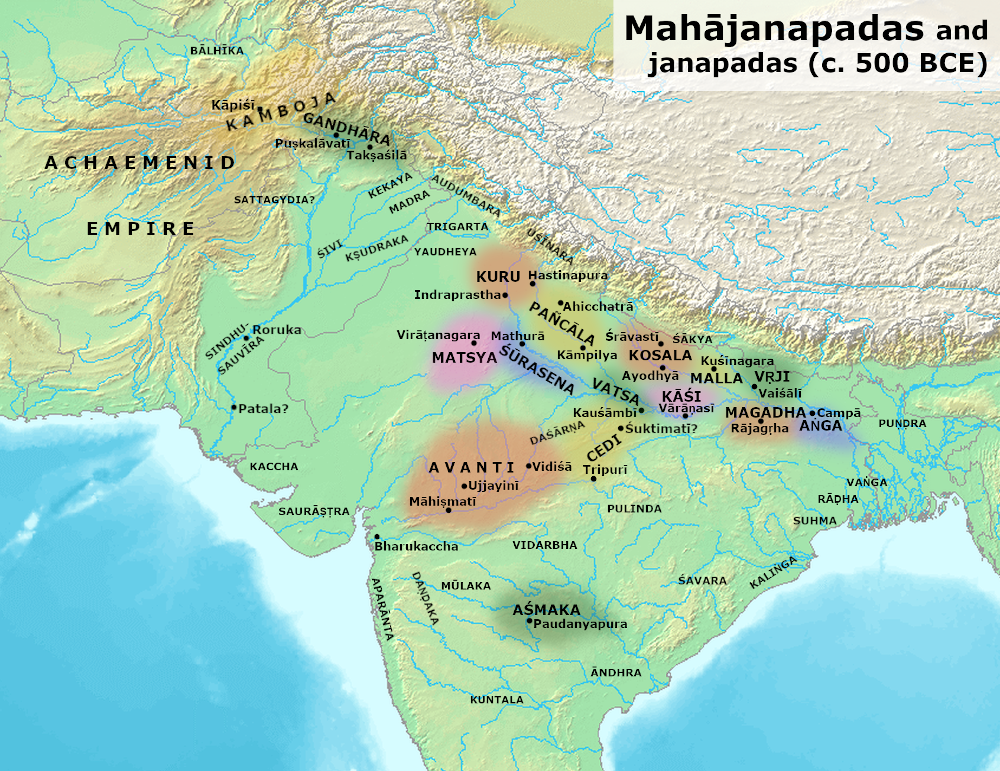
紀元前6世紀頃の勢力図。マガダ国王ジャラーサンダはガンジス川中流域から西方へと勢力を拡大したと伝えられている。

父の王位を継承したジャラーサンダは王国を強大な国へと成長させ、サムラージ（世界皇帝）の地位に就いた。ジャラーサンダはインドの中部地域を支配することで、イクシュヴァーク王家、月種族、ボージャ族など広範囲に広がる王族を離間させるとともに、祭祀によってシヴァ神を満足させ、その力によって諸王族を征服し、そのたびに捕えた王たちをマガダ国に連れ帰り、人質として幽閉した。さらに諸王に財宝を与えて取り込み、大帝国を作り上げた。チェーディ国の王シシュパーラ、カルーシャ国王ヴァクラ、ハンサ、ディバカ、カラバ、メーガヴァーハナといった強力な王たちがジャラーサンダを頼った。バガダッタ王はジャラーサンダに服従し、ヤヴァナ族（ギリシア人）を討伐した。マガダ国の東のプンドラ国王ヴァースデーヴァもジャラーサンダに協力的であった。ボージャ族であるヴィダルバ国王ビーシュマカはジャラーサンダに忠実であり、パーンディヤ、クラタ、カイシカを征服した。
他方、北部の18のボージャ族、およびシューラセーナ国、バドラカーラ、ボーダ、シャールヴァ国、パタッチャラ、ススタラ、スクッタ、クニンダ、クンティの諸王はジャラーサンダの手が届かない西方に逃げた。マツヤ国とサンニヤスタパーダの諸王は北方から南方に逃げ、パーンチャーラ国のすべての王族は自国を放棄して各地に逃げた。

### 政治情勢の変化

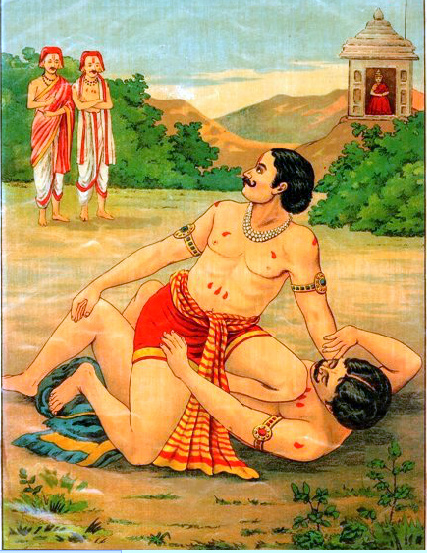
ジャラーサンダとビーマの戦い。ラヴィ・ヴァルマ画。

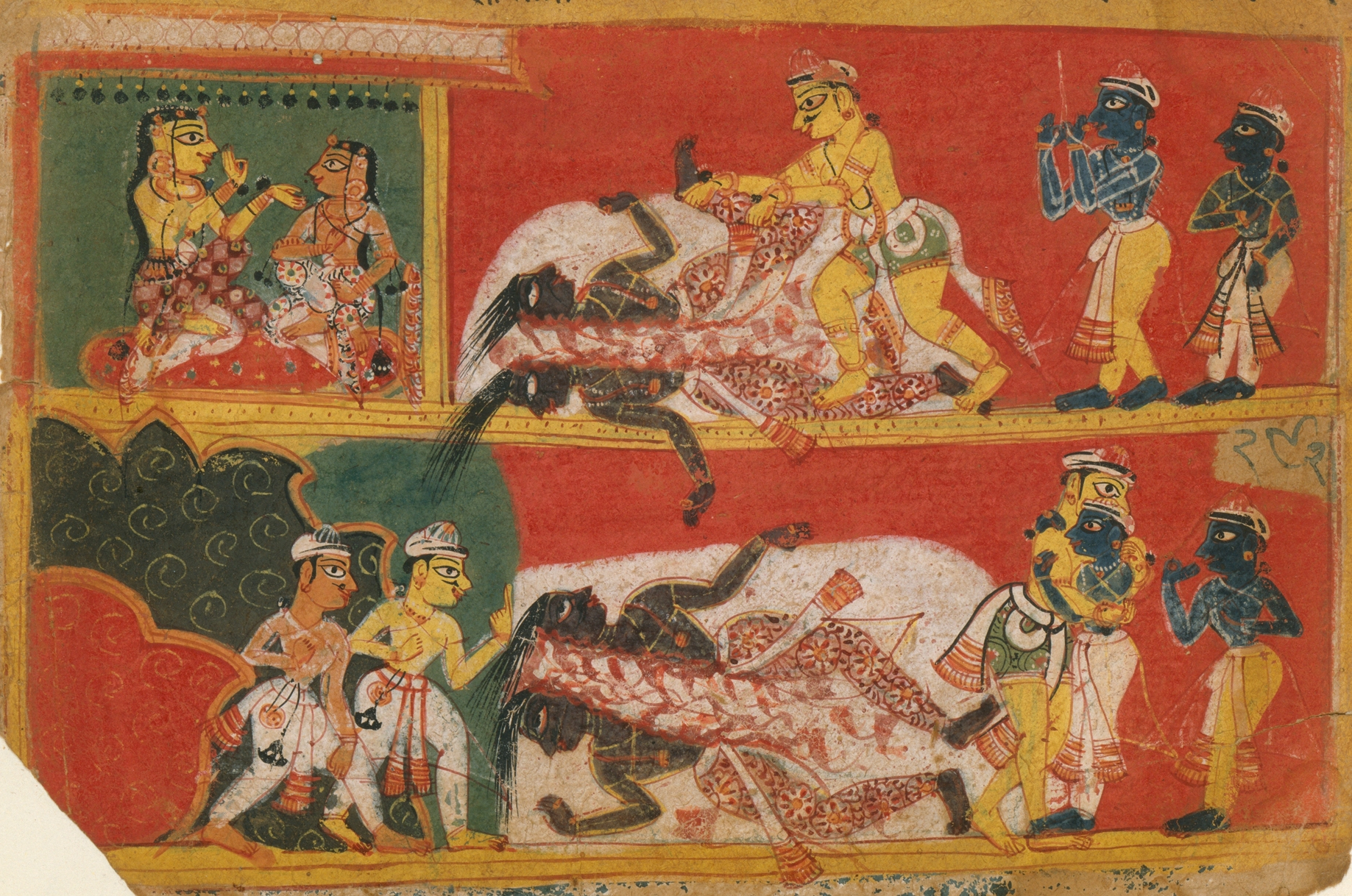
『バーガヴァタ・プラーナ』の挿絵に描かれたジャラーサンダの死。ジャラーサンダは身体を2つに引き裂かれて殺されている。

マトゥラーの悪王カンサはジャラーサンダと姻戚関係を結び、マガダ国の軍事力を背景に同族を迫害した。ジャラーサンダも、ハンサとディバカの2王とともにシューラセーナまで支配を拡大させた。しかしハンサとディバカが死ぬと、ジャラーサンダはシューラセーナから退却し、この隙にクリシュナは仇敵であるカンサを殺害した。ところがカンサが死ぬと、彼の2人の妻はマガダ国に帰り、父であるジャラーサンダに夫の復讐をしてほしいと訴えた。そこでジャラーサンダは再び西方に進出すると、クリシュナはマトゥラーを放棄して、再びライヴァタ山のドゥヴァーラカーに避難した。

### ジャラーサンダの死
しかしハンサとディバカ、カンサの死は、クリシュナにジャラーサンダ打倒の機運を与えることになった。のちにパーンダヴァの長兄ユディシュティラがラージャスーヤ祭（即位儀礼）を行い、サムラージ（世界皇帝）として即位することの是非をクリシュナに相談したとき、クリシュナはユディシュティラにサムラージとしての資質があることを認めたが、強大なジャラーサンダが生きている間は即位できないと指摘し、ジャラーサンダを排除しなければならないと告げた。そしてハンサ、ディバカ、カンサの死んだ今が好機であるとして、アルジュナ、ビーマとともにジャラーサンダを討つことを申し出た。3人は修行僧に変装してマガダ国に入り、ジャラーサンダに謁見した。クリシュナは彼が王族たちを幽閉していることを非難し、ジャラーサンダを成敗して囚われた王族を救うためにやって来たことを告げ、自分たちと戦うか、あるいは王族を解放することを要求した。ジャラーサンダはクシャトリヤとして決闘することを欲し、その相手にビーマを選んだ。2人は自身の肉体を駆使して打ちあい、つかみ合って戦った。死闘は13日間に及び、14日目の夜にビーマはジャラーサンダの身体を持ち上げて振り回し、両腕で背骨を砕いた。
『バーガヴァタ・プラーナ』では、ジャラーサンダに幽閉された王たちから救援の要請を受けたことが語られている。ジャラーサンダとビーマの戦いにつては、互角の戦いが27日間続き、28日目にビーマはクリシュナから助言を受け、ジャラーサンダを股から引き裂き、生まれたときの2つの身体に戻すことで殺したとしている。